# 古角龍科
古角龍科（Archaeoceratopsidae）是一群生存於早白堊紀中國的原始角龍亞目恐龍。
古角龍科有類似鸚鵡嘴龍科與纖角龍科的特徵。牠們擁有小型頭盾，而且沒有任何角狀物，只有在口鼻部上有凸起物。牠們有銳利的喙狀嘴，並可以以二足或四足行走。